# Léaz
Léaz är en kommun i departementet Ain i regionen Auvergne-Rhône-Alpes i östra Frankrike. Kommunen ligger  i kantonen  Collonges som ligger i arrondissementet Gex. Kommunens areal är 11,4 km². År 2022 hade Léaz 887 invånare.

## Befolkningsutveckling
Antalet invånare i kommunen Léaz
Referens: INSEE